# Crângași

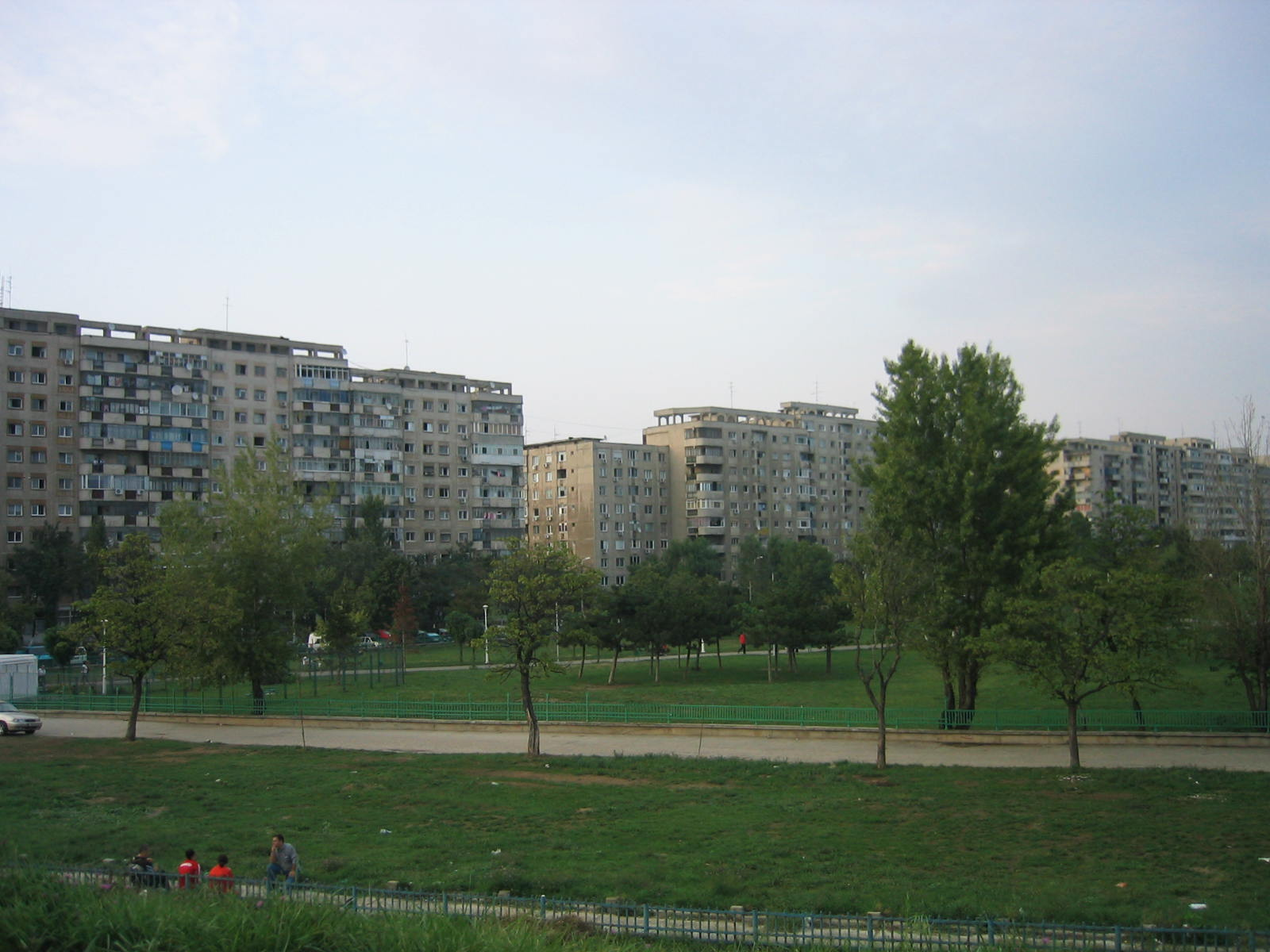
Blocuri din Cartierul Crângași văzute de pe Lacul Morii.

Crângași este un cartier situat în sectorul 6 al Bucureștiului. Deși limitele sale nu sunt stabilite formal, în general cartierul este identificat ca fiind format din zona de blocuri dintre Străzile Mehadiei/George Vâlsan, Strada Ceahlău și Șoseaua Virtuții, precum și din zona de case dintre Strada Popovăț și Ștrandul Ciurel.

## Istoric
În zona unde azi se întinde cartierul Crângași, au fost găsite monede romane din timpul lui Valentinian I (364-375 d.H.) și un cuptor de ars oale datând tot din sec. al IV-lea.
Satul Crângași apare pe mai multe hărți din secolul al XIX-lea, alături de satele ce vor compune mai târziu cartierul Giulești, precum și de satul Ciurel. Prima extindere a Bucureștiului care include și o parte din cătunul Crângași are loc în 1895.
La începutul secolului al XX-lea acest cătun reprezenta o mică zonă locuită din apropierea râului Dâmbovița, mai exact la granița dintre București și comuna Marele Voievod Mihai, ulterior comuna 16 Februarie. Din 1908, satele dintre oraș și forturi devin comune suburbane, Primăria Bucureștiului devenind responsabilă de regulamentele administrative din aceste comune. Cu toate acestea, condițiile de locuire erau dificile.
În 1926, prin „Legea pentru unificarea administrativă”, o altă parte din satul Crângași, pe direcția căii ferate, este inclusă în București. Restul aparținea de comuna suburbană Principele Carol. O fotografie aeriană din anul următor arată existența unor zone industriale, mai exact 3 fabrici de cărămidă.
După legea administrativă din 1929, comuna Principele Carol a fost redenumită în Regele Mihai I (ulterior Marele Voievod Mihai), fiind subordonată sectorului IV verde.
În perioada dintre cele două războaie, dezvoltarea orașului și a vecinătăților a făcut ca această zonă să fie înconjurată de câteva dintre cele mai importante parcelari din acea perioadă, cum ar fi Regiei, Herescu, Grant, situate pe teritoriul administrativ al capitalei, și Costescu și Micescu, aflate în intravilanul comunei Marele Voievod Mihai.
În 1936, se pune temelia Bisericii Belvedere, cu hramul Sfinții Apostoli Petru și Pavel și Sfânta Muceniță Ecaterina proiectată în stil neobizantin în anul 1934 de către arhitectul Ion Traianescu. Biserica a fost construită între anii 1936-1940 de Pr. Petru Șerpe care, în urma decesului soției sale, a intrat în cinul monahal și a primit numele de Pavel Șerpe. 
Între 1940 și 1960, terenul din această zonă, mai puțin afectat de inundațiile periodice (primăvara) ale Dâmboviței, a început să fie ocupat în etape succesive de locuințele individuale, din paiantă și chirpici, ale unor familii sărace.
Prima atestare a unor linii de tramvai în zonă datează din 1943, când circulau liniile 38 și 40 ce uneau satele Crângași și Giulești cu Gara de Nor și mai departe cu centrul orașului și Închisoarea Văcărești. În același an se încheie procesul de includere a satului în București, restul comunei Marele Voievod Mihai devenind comună urbană.
În 1946, se înființează organizația de tineret a Partidului Național-Țărănesc, din comuna Voievodul Mihai. Această organizație ținea de sectorul condus de domnul Ion Marinache și a fost consolidată în timpul campaniei electorale din același an, numărând în jur de cinci-șase sute de tineri în circumscripție, de la Podul Grant, cartierul Crângași, până la capătul tramvaielor 11 și 2, la Giulești-Sârbi.
Când s-a adoptat, în 1950, denumirea administrativă de raioane, cartierele Giulești și Crângași au fost incluse în raioanul Gheorghe Gheorghiu-Dej.
Începând cu anul 1960, pe loturile rămase libere, au început să fie ridicate primele blocuri de locuințe pentru muncitorii din metalurgie, care au venit din Hunedoara în București, pentru a lucra la sectorul de producție al Institutului de Cercetări Metalurgice (ICEM) aflat pe malul Lacului Morii, de unde și denumirea unor blocuri ca ICEM13. Construcția lor a fost finalizată în 1962.
În urma inundațiilor din anii 70, Crângașiul s-a numărat printre cele mai afectate zone. Cartierul a fost dezvoltat ulterior, când majoritatea blocurilor de 4, 8 și 10 etaje au fost ridicate. Pe 22 decembrie 1984, stația de metrou din zonă a fost inaugurată, iar în 1986, o mare parte din vechiul cartier a fost dărâmată pentru a face loc Lacului Morii, locatarii zonei fiind mutați în blocurile de pe Șoseaua Crângași, construite cu 2 ani în urmă. Tramvaiul 41 a ajuns pentru prima oară aici în 1984, traseul lui fiind pe întregime deschis în 1987. În primii ani, acesta nu beneficia de un capăt de linie buclă, deoarece șantierele din zonă nu permiteau așa ceva.  
În 2011, renovarea unor blocuri a început, fiind intensificată în noiembrie 2018 când renovarea a mai multe blocuri de pe Bd. Constructorilor a început, dar multe din aceste blocuri sunt încă în starea lor originală.

## Zona comercială
Cartierul Crângași este deservit de o piață, Piața Crângași, unde se pot găsi atât produse agroalimentare (fructe, legume, cereale, lactate, produse din care și piscicole), cât și nealimentare (articole de îmbrăcăminte, încălțăminte, produse electrice și electrocasnice, produse cosmetice etc.). Piața Crângași este operată de un operator privat.
De altfel, cartierul Crângași mai e deservit de un complex comercial aflat în imediata apropiere a secției de poliție nr. 20 și de numeroase magazine, mai mult sau mai puțin specializate, ce se găsesc de o parte și de alta a Căii Crângași, începând de la Podul Grant și până la Parcul Crângași, de-a lungul liniei de de tramvai 41.
În februarie 2006, în imediata apropiere a Parcului Crângași, s-a inaugurat centrul comercial Grant Shopping Center, ce găzduiește aproximativ 50 de magazine plus spații de relaxare, precum un salon de frumusețe și cafenele.

## Agrement

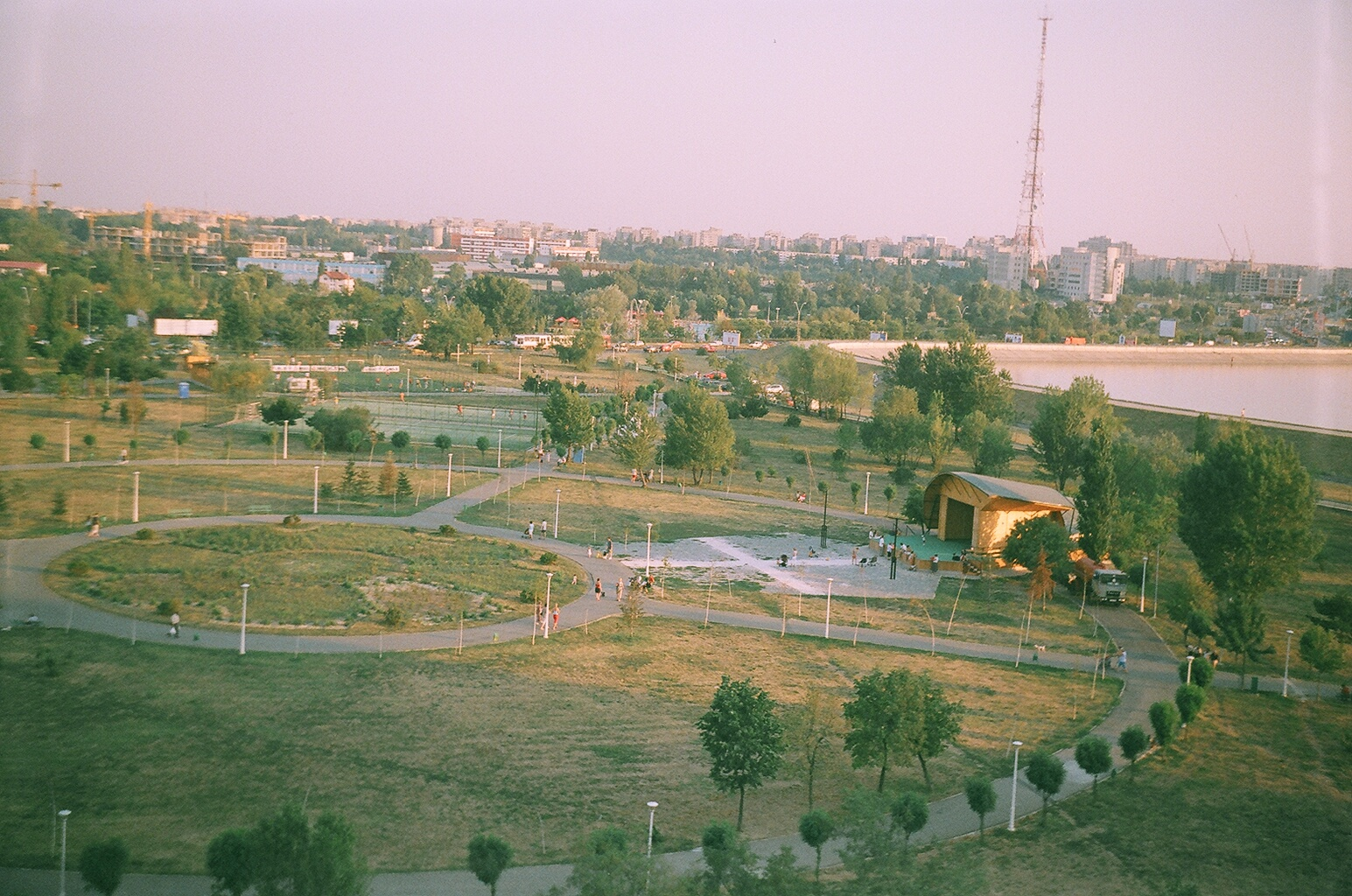
Parcul Crângași și latura de sud-est a Lacului Morii.

În ceea ce privește agrementul, în zona cartierului Crângași se află ștrandul Dâmbovița (Ciurel) și un parc, Parcul Crângași, unde se găsesc 5 terenuri de fotbal, ce se pot închiria contra cost. De curând, în Parcul Crângași a fost ridicată o scenă în aer liber, unde se țin concerte sau se joacă piese de teatru. Principala atracție a cartierului o constituie Lacul Morii, cunoscut și ca Lacul Ciurel.  
Din iulie 2006, cartierul Crângași beneficiază și de un panou de escaladă pe Bulevardul Constructorilor, nr. 16 A, în incinta firmei Grant Metal. Accesul la panoul cu o suprafață cățărabilă de 327 metri pătrați se face contra cost.

## Transport
- Tramvai: 41
- Autobuze: 90, 162, 163, 178.
- Metrou: Magistrala 1 (stația Crângași).